# Astronotus
Genre
Astronotus est un genre de poissons de la famille des Cichlidae.

## Caractéristiques
Ce genre se distingue par ses micro-branchiospines particulièrement grandes et équipées d'épines, la forte squammation de la base du dos et de la nageoire anale, ainsi que la position des lèvres.

## Liste des espèces
Selon FishBase (8 février 2025) :
- Astronotus crassipinnis (Heckel, 1840)
- Astronotus mikoljii Lozano, Lasso-Alcalá, Bittencourt, Taphorn, Perez & Farias, 2022
- Astronotus ocellatus (Agassiz, 1831)